# 羅斯芒特 (明尼蘇達州)
羅斯芒特（英語：Rosemount）是一個位於美國明尼蘇達州達科他縣的城市。

## 人口
根據2020年美國人口普查的數據，羅斯芒特的面積為91.23平方千米，當中陸地面積為86.13平方千米，而水域面積為5.10平方千米。當地共有人口25650人，而人口密度為每平方千米281人。